# Ібрагім Діакіте
Ібрагім Діакіте (фр. Ibrahim Diakité, нар. 31 жовтня 2003, Комп'єнь, Франція) — гвінейський футболіст, фланговий захисник бельгійського клубу «Серкль» (Брюгге) та національної збірної Гвінеї.

## Ігрова кар'єра

### Клубна
Ібрагім Діакіте народився у французькому містечку Комп'єнь. Займатися футболом почав у школі клубу «Реймс». Починаючи з сезону 2021/22, захисник виступав за дублюючий склад «Реймса» в Національному чемпіонаті 2. Того ж року 22 грудня Діакіте дебютував у першій команді «Реймса» в матчі чемпіонату Франції.
Сезон 2022/23 футболіст почав уже як гравець першої команди. Але в січні 2023 року для набору ігрової практики був відправлений до бельгійського «Ейпена» в оренду. По закінченню сезону Діакіте повернувся до «Реймсу».

## Збірна
27 вересня 2022 року у товариському матчі проти команди Кот-д'Івуару Діакіте дебютував у складі національної збірної Гвінеї. У січні 2024 року Ібрагім Діакіте у складі збірної Гвінеї брав участь у Кубку африканських націй, де його команда дісталася до 1/4 фіналу.